# Anette Wilhelm
Anette Mari Wilhelm, född Anette Svensson 22 mars 1972, är en svensk rullstolscurlare och del av Lag Jungnell. Anette Wilhelm spelar för klubblaget Södertälje CK. Hon är gift med Thomas Wilhelm som var coach vid rullstols-VM 2004 och som är förbundskapten för rullstolslandslaget sedan 2005.

## Meriter
- Brons vid paralympiska vinterspelen 2006 i Sveriges landslag i rullstolscurling.[5]
- Brons vid paralympiska vinterspelen 2010 i Sveriges landslag i rullstolscurling.[3]
- Silver vid Rullstols-VM 2009.[3]